# Claude de Vin des Œillets
Claude de Vin, conosciuta come Mademoiselle des Œillets (Provenza, 1637 circa – Parigi, 12 o 18 maggio 1687), fu dama di compagnia di Madame de Montespan e una delle favorite di re Luigi XIV di Francia. Il suo nome fu menzionato nell'affare dei veleni, lei cadde in disgrazia e dovette allontanarsi dalla corte.

## Biografia
Claude de Vin era figlia di una coppia di attori di teatro, Nicolas de Vin e Alix Faviot, meglio conosciuti con il nome d'arte, Des Œillets.
In giovane età, Claude de Vin sperimentò la vita nomade dei suoi genitori, attori di campagna.
Tuttavia, piuttosto presto, in data imprecisata, Nicolas de Vin sarebbe morto. Alix Faviot detta Des Œillets (1620-1670) si trasferì a Parigi dove si stabilì ed ebbe una rapida e notevole carriera, in particolare recitando all'Hôtel de Bourgogne.
Alix Faviot fu in effetti considerata una delle migliori attrici tragiche degli anni sessanta del Seicento. Interpretò tra l'altro i ruoli femminili principali in diverse tragedie di Pierre Corneille (Sertorio, Sofonisba in cui interpretava il ruolo della protagonista, Othon), di Jean Racine (il ruolo di Axiane in Alessandro il Grande nel 1665; il ruolo di Ermione in Andromaca nel 1667, col ruolo principale interpretato da Mademoiselle Du Parc; il ruolo di Agrippina nel Britannico nel 1669), e di Thomas Corneille (il ruolo di Arsinoe nell'Antiochus). Jean Donneau de Visé nelle sue Nouvelles nouvelles la descrisse come «una delle prime attrici al mondo».
Nel 1670 Alix Faviot si ammalò gravemente. Colpita da un ascesso polmonare, lasciò il palco dove fu sostituita da Mademoiselle de Champmeslé, amica intima di Racine. Curata da due medici, MM. Baralis e Brayer, Alix Faviot non poté essere salvata e morì nell'autunno del 1670
Intorno al 1668, sotto la protezione del duca di Mortemart, della famiglia di Rochechouart de Mortemart, ramo minore della casa di Rochechouart, Claude de Vin entrò al servizio della marchesa di Montespan.
All'incirca coetanea di Claude de Vin, Madame de Montespan, su iniziativa di sua madre, si avvicinò alla regina di Francia, Maria Teresa d'Austria, moglie del re di Francia Luigi XIV. La marchesa di Montespan divenne infine dama di compagnia della regina, in particolare grazie al sostegno attivo di suo fratello, Louis Victor de Rochechouart de Mortemart, conte di Vivonne. In effetti, il conte di Vivonne era stato uno dei paggi d'onore del delfino, futuro Luigi XIV. 
Verso la fine del 1666, caduta in disgrazia Louise de La Vallière, Madame de Montespan si era avvicinata molto a Luigi XIV, e il suo status di favorita reale venne alla luce nel gennaio 1667.
Giunta qualche mese dopo al servizio della marchesa, anche Claude de Vin finì per avvicinarsi al monarca. Primi Visconti, gentiluomo e letterato piemontese, cronista della corte di Versailles, e che conobbe nel 1675 Claude de Vin, ne scrisse:
Fedele compagna di Madame de Montespan, Mademoiselle des Œillets fu accusata dopo l'affare dei veleni di aver partecipato a messe nere al posto della sua padrona e di aver cercato, dietro suo ordine, pozioni afrodisiache destinate a restituire e preservare l'amore del re per la sua favorita. Protetta dal re e da Colbert, non fu inquisita oltre, ma queste accuse contribuirono ad allontanare il re dalla marchesa di Montespan.
Claude de Vin terminò i suoi giorni lontano dalla corte, nel suo hôtel particulier in rue Montmartre, a Parigi, dove condusse una vita ritirata dal 1678, in un certo lusso, con servi e carrozze. Possedeva anche il castello di Suisnes, vicino a Brie-Comte-Robert, che fungeva da residenza di campagna.
Ebbe una figlia da Luigi XIV intorno al 1676: Louise de Maisonblanche. Cresciuta con la massima cura presso la Maison royale de Saint-Louis a Saint-Cyr-l'École e dalla madre, sposò Bertrand Prez de La Queue e morì nel 1718; Luigi XIV non la riconobbe.